# Осока піхвиста
Осока піхвиста, осока піхвова (Carex vaginata) — вид багаторічних кореневищних трав'янистих рослин родини осокові (Cyperaceae). Етимологія: лат. vaginata — з листовою піхвою.

## Опис
Рослини колоніальні, з довгими кореневищами. Пагони запушені, 7–60 см, із закругленими кутами або субциліндричні, гладкі. Листя: проксимальні піхви світло-коричневі й тонкі; листові пластини пласкі жолобчасті й зелені, на вегетативних стеблах розміром 5–40 см × 1.5–4 мм; на родючих стеблах — до 10 см. Найнижчий приквіток значно коротший, ніж суцвіття. Суцвіття 6.5–25 см, з 3–4 колосками. Верхній колосок у суцвітті чоловічий, булавоподібний, зі світло-іржавими яйцеподібними гоструватими покривними лусками. Решта колосків жіночі, довгасті, 1–2.5 см завдовжки, рідкоквіткові, на довгих ніжках. Маточкові колоски коротші за мішечки, 0.8–3 см × 3–6.5 мм. Мішечки зеленкувато-жовті, 3.5–5 мм, з дзьобом 0.5–1.8 мм. Приймочок 3. Сім'янки від світло- до темно-коричневого кольору, 2.2–3 × 1.2–1.5 мм. 2n=32. Розмножується насінням і вегетативно. Квітне у травні–липні; плодоносить у червні–липні.

## Поширення

### Загальне
Цей вид має циркумбореальне поширення, що трапляється зі Скандинавії на південь, у Центральну Європу (вкл. Україну) і на схід через територію Росії, Кавказу та Монголії на схід Китаю, на Корейський півострів і Японію; У Північній Америці зростає на північ від лінії від Південної Дакоти до Нью-Йорку (вкл. Гренландію). Зростає від низин до висот 2000 м у Центральній Європі. Вид знаходиться у критичній небезпеці: Південна Дакота, Нью-Йорк, Вермонт; у небезпеці: Монтана; уразливий: Вісконсин, Мен, Нью-Брансвік. Цей вид живе в ряді місць проживання: вапнисті болота, заболочені зарості, рідколісся і хвойні ліси часто з видами Sphagnum, мокрі кам'янисті місця, вологі схили.

### В Україні
Вид знаходиться у переліках рослин, які потребують охорони у Закарпатській області. В Україні трапляється в альпійському поясі Карпат; пн. Центрального Полісся; пн. сх. Лівобережного Полісся. Адм. регіони: Жт, Кв, См, Ів, Зк. Усі популяції ізольовані, з дуже малими площами і чисельністю особин. На рівниній України їхня площа і чисельність скорочується. Єдина високогірна популяція на масиві Чорногора (г. Бребенескул) відзначається регресивним характером. Потерпає від випасання, рекреаційного навантаження, вирубування лісів. Природоохоронний статус виду: зникаючий. Охороняють в Карпатському БЗ, Карпатському та Деснянсько-Старогутському НПП.

## Галерея

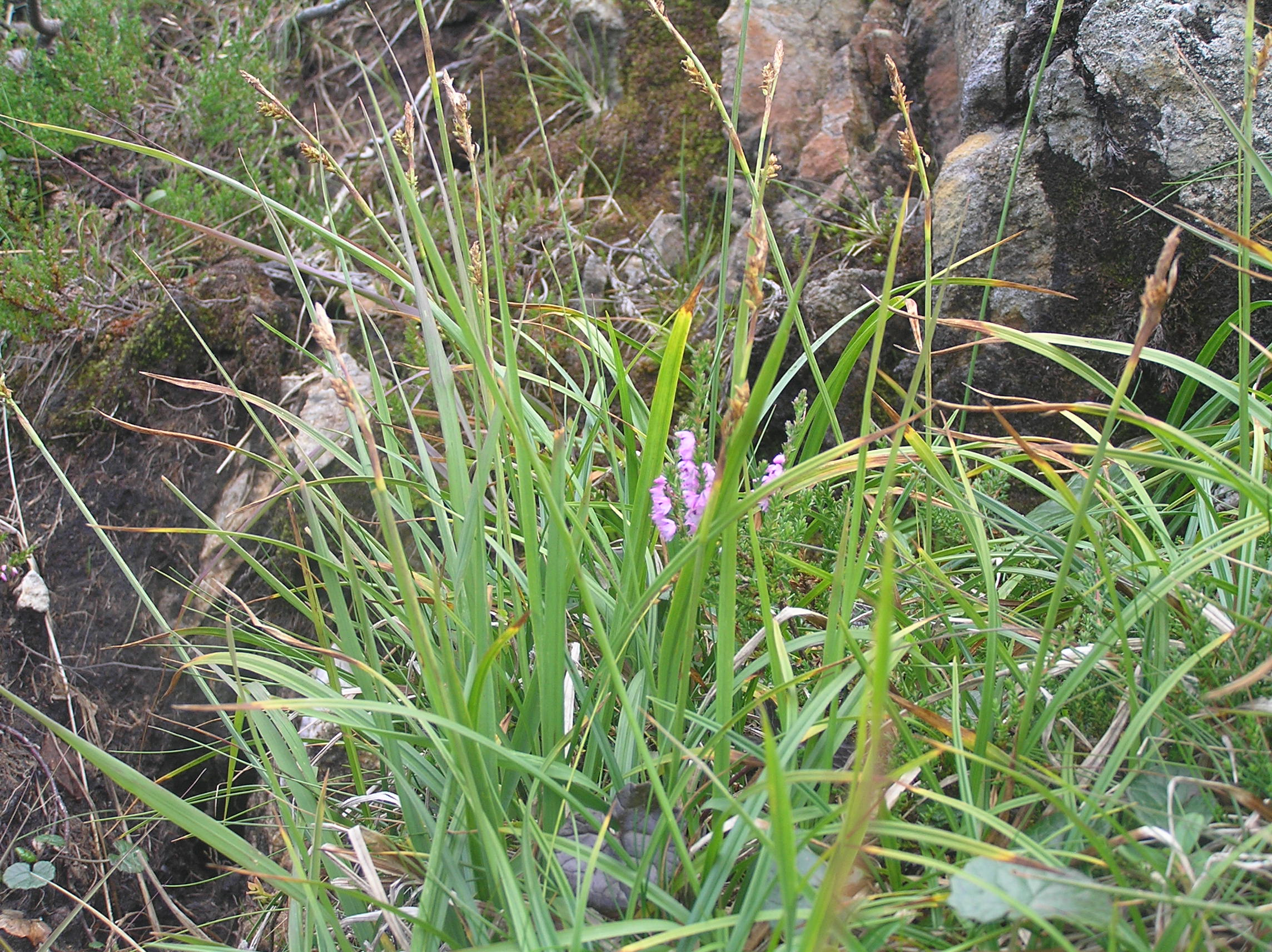
Загальний вигляд
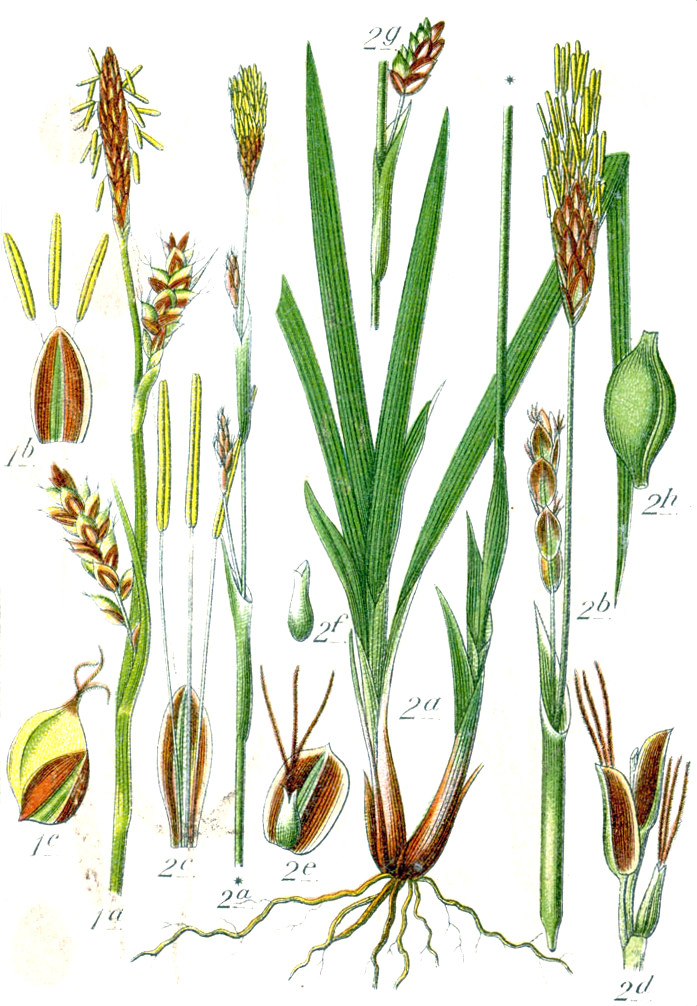
2. Carex vaginata var. vaginata